# Dinocephalus
Dinocephalus is een kevergeslacht uit de familie van de boktorren (Cerambycidae). De wetenschappelijke naam van het geslacht werd voor het eerst geldig gepubliceerd in 1899 door Peringuey.

## Soorten
Dinocephalus omvat de volgende soorten:
- Dinocephalus alboguttatus Breuning, 1958
- Dinocephalus haafi Breuning, 1961
- Dinocephalus heissi Holzschuh, 1992
- Dinocephalus ocellatus Aurivillius, 1908
- Dinocephalus ornatus Péringuey, 1899